# Pechhulpverleningsdienst

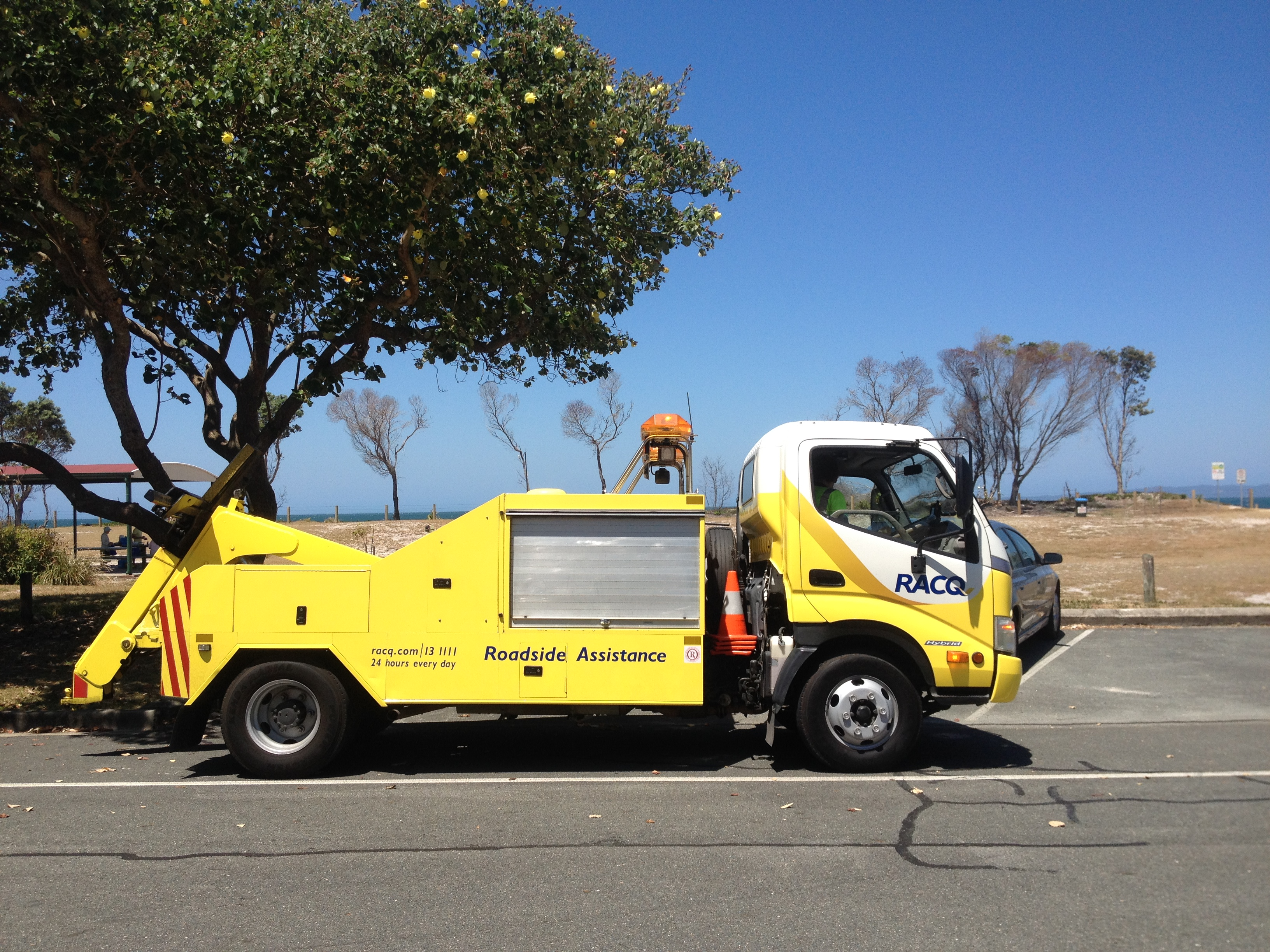
RACQ pechhulpwagen in Australië

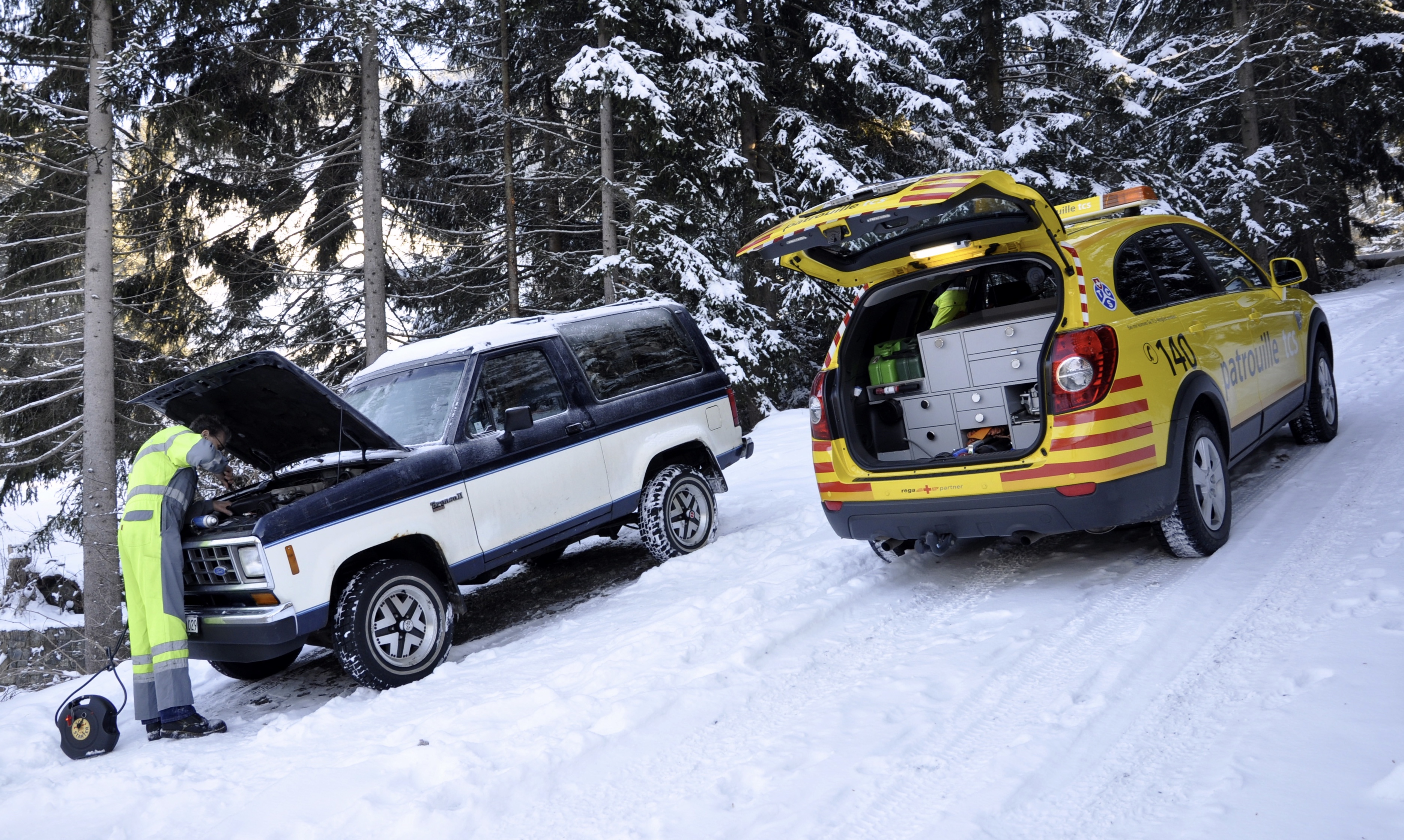
Een wagen van Touring Club Suisse verleent pechhulp

Een pechhulpverleningsdienst of depannagedienst is een organisatie die hulp verleent als een motorvoertuig met pech komt te staan, niet kan starten of niet meer veilig verder kan rijden.

## Soorten pechhulp
De kosten van een abonnement zijn afhankelijk van de dekkingsgraad. Zo zijn er speciale diensten als woonplaatsservice, persoons- of kentekengebonden service, recht op vervangend vervoer, hulp in binnen- en/of buitenland, aanhangwagen meeverzekerd, enzovoort.
Er zijn veel verzekeraars die pechhulpverlening aanbieden als module bij een auto- of reisverzekering. Soms is het mogelijk om een los verzekeringsproduct voor pechhulp af te sluiten. De premie is afhankelijk van factoren zoals de leeftijd van het voertuig en buitenlanddekking. Daarnaast wordt pechhulp sinds de jaren negentig van de vorige eeuw door automerken zelf aangeboden bij de aanschaf van een nieuw voertuig. Deze service is de eerste jaren vaak gratis, mits de auto volgens het onderhoudsboekje bij de dealer onderhouden wordt. Na een aantal jaren komt het recht op deze service te vervallen en moet men gaan betalen voor verlenging hiervan. 
Pechhulp on demand is een dienst waarbij men alleen voor gebruik betaalt zonder contract. Het is niet kenteken- of persoonsgebonden.

## Nederland
De bekendste aanbieder van pechhulpabonnementen in Nederland is de ANWB. Jarenlang had de ANWB in Nederland een monopoliepositie als pechhulpdienstverlener met de Wegenwacht. In 2004 kwam Route Mobiel op de markt, echter zijn zij gestopt als pechhulp in 2021. Wel zijn er inmiddels nieuwe spelers die pechhulpverlening aanbieden, zoals BOVAG, Allianz Global Assistance, SOS International en Eurocross Assistance.

## België
In België zijn Europ Assistance, Touring en VAB de belangrijkste hulpverleningsdiensten op de weg

## Duitsland
In Duitsland is de ADAC de grootste hulpverleningsdienst bij pechgevallen.

## Europa
| Land                  | Organisatie                                                                    |
| --------------------- | ------------------------------------------------------------------------------ |
| Albanië               | Automobile Club Albania (ACA)                                                  |
| Andorra               | Automobile Club of Andorra (ACA)                                               |
| België                | VAB                                                                            |
| Bosnië en Herzegovina | Bosnia and Herzegovina Automobile Club (BIHAMK)                                |
| Bulgarije             | Bulgarian Automobile Union (UAB)                                               |
| Cyprus                | Cyprus Automobile Association (CAA)                                            |
| Denemarken            | FDM                                                                            |
| Duitsland             | ADAC                                                                           |
| Estland               | Automobile Club of Estonia (EAK)\Falck Autoabi                                 |
| Frankrijk             | Automobile Club Association                                                    |
| Finland               | Autoliitto                                                                     |
| Griekenland           | Automobile and Touring Club of Greece (ELPA)                                   |
| Hongarije             | Magyar Autóklub (MAK)                                                          |
| Ierland               | AA Ireland                                                                     |
| Italië                | Automobile Club d'Italia (ACI)                                                 |
| IJsland               | Icelandic Automobile Association (FIB)                                         |
| Kosovo                | Auto Moto Club Kosova (AMCK)                                                   |
| Kroatië               | Hrvatski autoklub (HAK)                                                        |
| Letland               | Auto-Moto Society of Latvia (LAMB)                                             |
| Liechtenstein         | Automobile Club of the Principality of Liechtenstein (ACFL)                    |
| Litouwen              | Association of Lithuanian Automobilists (LAS)\Lietuvos Automobilininkų sąjunga |
| Luxemburg             | Automobile Club of Luxembourg (ACL)                                            |
| Moldavië              | Automobile Club of Moldova                                                     |
| Monaco                | Automobile Club de Monaco (ACM)                                                |
| Montenegro            | Auto-Moto Association of Montenegro (AMSCG)                                    |
| Nederland             | ANWB                                                                           |
| Noord-Macedonië       | Avto Moto Sojuz na Makedonija (AMSM)                                           |
| Noorwegen             | Norges Automobil-Forbund (NAF)                                                 |
| Oostenrijk            | Oeamtc                                                                         |
| Polen                 | Starter24                                                                      |
| Portugal              | Automóvel Club de Portugal (ACP)                                               |
| Roemenië              | Automobil Clubul Român (ACR)                                                   |
| Servië                | Auto-Moto Association of Serbia (AMSS)                                         |
| Slowakije             | Autoklub Slovakia Assistance                                                   |
| Slovenië              | AMZS                                                                           |
| Spanje                | Royal Automobile Club of Spain (RACE)                                          |
| Tsjechië              | ÚAMK                                                                           |
| Verenigd Koninkrijk   | Automobile Association (AA)                                                    |
| Wit-Rusland           | Belarusian Auto Moto Touring Club (BKA)                                        |
| Zweden                | Riksförbundet M Sverige                                                        |
| Zwitserland           | Touring Club Suisse                                                            |

## Andere landen
- Japan: JAF
- Oostenrijk: ÖAMTC
- Verenigd Koninkrijk: Automobile Association
- Verenigde Staten: American Automobile Association
- Zwitserland: Touring Club Suisse